# Klaus Berger
Pour les articles homonymes, voir Berger (homonymie).
Klaus Berger (né le 25 novembre 1940 à Hildesheim et mort le 8 juin 2020 à Heidelberg) est un théologien allemand, professeur d’université.

## Biographie
Klaus Berger est connu pour ses études et ses publications sur le Nouveau Testament. Plusieurs sources d’informations catholiques avaient parlé de lui en disant qu'il était catholique ou si l’on veut « catholique et protestant à la fois ». Cette idée a été rejetée par l'Église catholique ; en fait, après une longue controverse, il a quitté effectivement l’Église protestante du Pays de Bade pour réintégrer l'Église catholique (dans le diocèse de Hildesheim en Allemagne).

### Vie privée
Klaus Berger a eu deux enfants d’un premier mariage avec Christa Berger. Par la suite, il a épousé Christiane Nord, spécialiste de la traduction.[réf. nécessaire]